# Mũ đinh tự

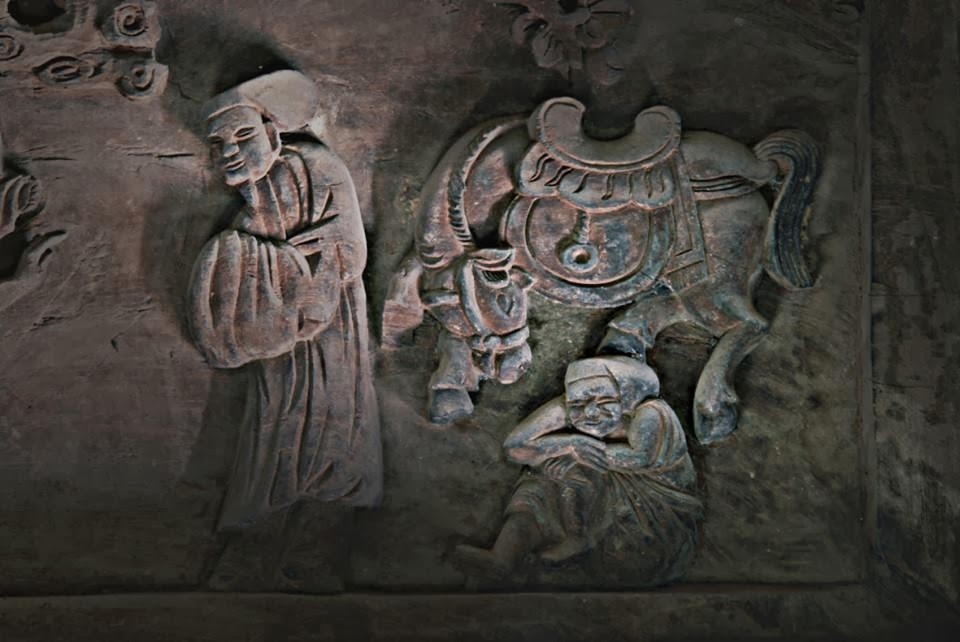
Hình khắc vị quan đội mũ đinh tự ở đình Hoành Sơn (Nghệ An) có niên đại từ thế kỷ 18

Mũ Đinh tự (chữ Hán: 丁字帽) hay còn gọi là mũ chữ đinh, mũ Nhục. Là loại mũ có kiểu dáng chữ Đinh (丁) nằm ngang, trán mũ thẳng, cong tròn dần khi tới đỉnh, vươn ra sau gáy.
Đây là loại mũ Thường phục của các quan văn võ nhà Trần kể từ năm 1301, và là dạng mũ được sử dụng rộng rãi trong quân đội và dân gian thời Lê Trung Hưng nhưng từ thế kỷ 19 thì ít dùng dần. Ngày nay, mũ Đinh tự vẫn có thể được nhìn thấy ở các lễ hội địa phương.
Khi đề cập về mũ Đinh tự, sách Đại Việt Sử ký Toàn thư - Quyển VI: Kỷ nhà Trần đã cho biết:
"Canh Tý, [Hưng Long] năm thứ 8 [1300], (Nguyên Đại Đức năm thứ 4)… Mùa đông, tháng 10, quy định kiểu mũ áo mới của quan văn võ. Quan văn thì đội mũ chữ đinh màu đen…".
"Tân Sửu, [Hưng Long] năm thứ 9 [1301], (Nguyên Đại Đức năm thứ 5). Mùa xuân, tháng giêng, xuống chiếu rằng các quan văn võ đều đội mũ chữ đinh, thêm miếng lụa bọc tóc màu tía xen màu biếc".
Xét về hình dạng của mũ Đinh Tự, Khâm định Việt sử Thông giám Cương mục bình luận: "Mũ Đinh Tự, kiểu dáng rất thô bỉ, vì hình dạng như chữ Đinh nên đặt tên như vậy. Cuối thời Lê vẫn có nhiều người đội". Ngô Thì Sĩ có chung quan điểm với các tác giả sách Cương mục, ông nhận xét: "Kiểu mũ Đinh Tự […] kiểu dáng rất ti tiện".
Theo quan điểm của Phạm Đình Hổ: "Đinh Tiên Hoàng thoạt chế ra mũ Tứ Phương Bình Đính, kiểu dáng mũ vuông, đỉnh bằng, làm bằng da, ấy là quân trang. Đời sau […] lại biến dáng vuông thành dáng tròn, bẻ dáng thẳng thành dáng cong, làm mũ thông dụng khi chầu hầu, gọi là mũ Đinh Tự". Ông đồng thời cho biết, mũ Đinh Tự được phân làm ba loại, trong đó loại mũ thứ ba "thân tròn may bó, làm bằng vải Thanh Cát".